# MOA-2007-BLG-192L
MOA-2007-BLG-192L è una piccola stella nana rossa o nana bruna che si trova a 3.000 anni luce dal sistema solare, nella costellazione del Sagittario. Si stima che abbia una massa pari al 6% di quella solare. Nel 2008 è stata annunciata la scoperta di un pianeta in orbita attorno alla stella. 

## Sistema planetario
La scoperta del pianeta, MOA-2007-BLG-192Lb, orbitante intorno alla stella è stata annunciata il 2 giugno 2008. Questo pianeta ha una massa pari a circa 3,3 volte quella della Terra e ciò lo rende uno dei pianeti extrasolari più piccoli conosciuti. Il gruppo di ricerca ha sfruttato la tecnica della lente gravitazionale per la ricerca.
| Pianeta | Massa          | Periodo orb. | Sem. maggiore     | Eccentricità | Scoperta |
| ------- | -------------- | ------------ | ----------------- | ------------ | -------- |
| b       | 3,3+4,9−1,6 MT | 129 giorni   | 0,62+0,22−0,16 UA | sconosciuta  | 2008     |